# Idaea digitella
Idaea digitella är en fjärilsart som beskrevs av Claude Herbulot 1978. Idaea digitella ingår i släktet Idaea och familjen mätare. Inga underarter finns listade i Catalogue of Life.